# Jaroslav Kuboš
Jaroslav Kuboš (26. dubna 1909 – 21. února 1979) byl český a československý politik Komunistické strany Československa a poúnorový poslanec Národního shromáždění ČSR.

## Biografie
Ve volbách roku 1954 byl zvolen do Národního shromáždění ve volebním obvodu Nový Jičín-Kopřivnice jako bezpartijní poslanec, později v průběhu výkonu mandátu uváděn jako člen KSČ. V parlamentu setrval až do konce funkčního období, tedy do voleb roku 1960. K roku 1954 se profesně uvádí jako předák údržbové čety národního podniku Tatra Kopřivnice.